# Domenico Rivarola

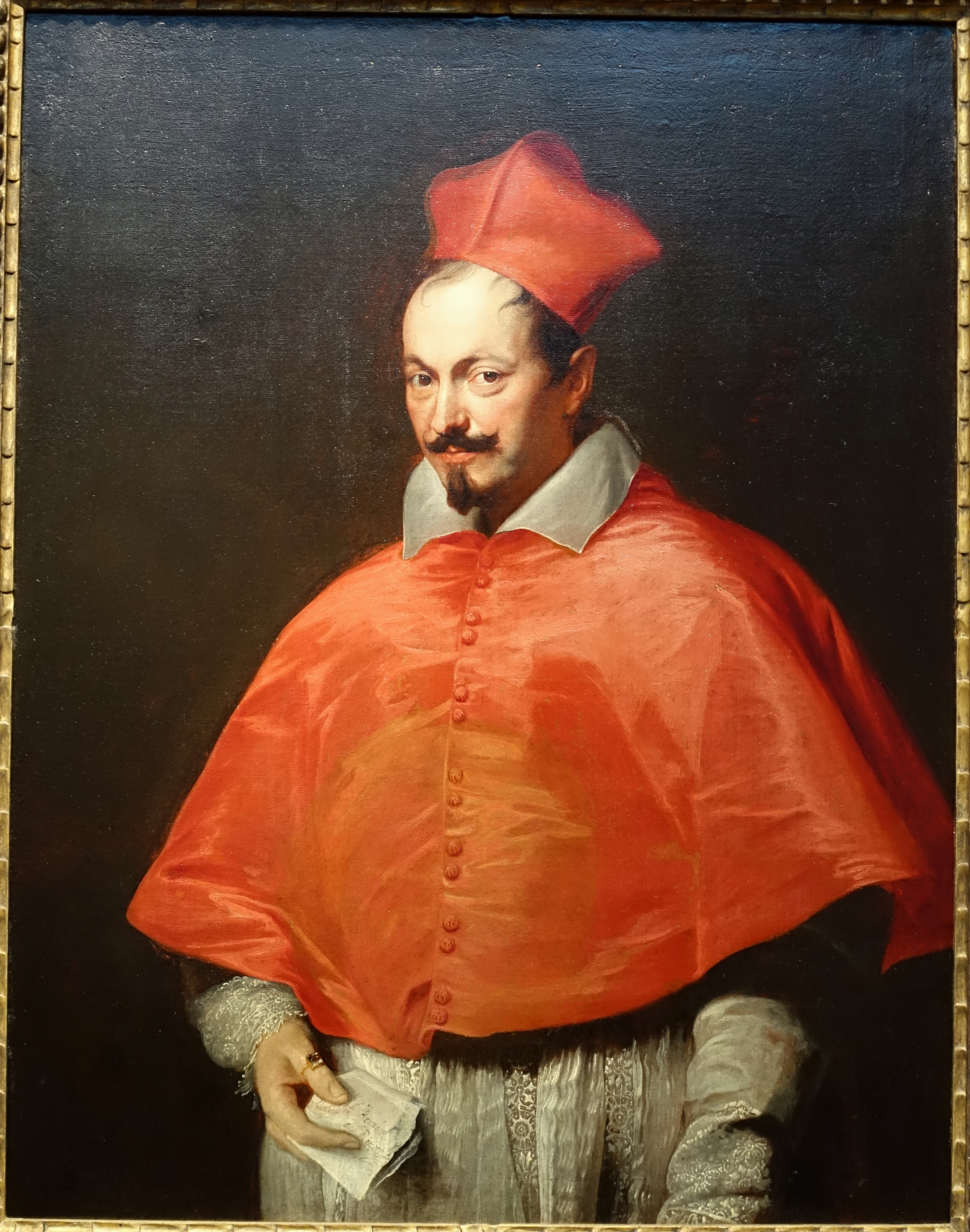
Domenico Kardinal Rivarola (Porträt von Antoon van Dyck, 1623–1624)

Kardinalswappen (modernes Schema)

Domenico Rivarola (* 1575 in Genua; † 3. Januar 1627 in Rom) war ein italienischer Erzbischof und Kardinal.

## Leben
Er wurde 1575 in Genua als zweiter Sohn von Ottavio Rivarola und Nicoletta Lomellini geboren. Rivarola entstammte einer Adelsfamilie und war vermutlich ein Neffe von Giulio Rivarola, dem Apostolischen Nuntius in Portugal, und von Domenico Rivarola, dem designierten Bischof von Fermo. Sein Studium in Genua schloss er in utroque iure ab und wurde als junger Mann Kanoniker des Domkapitels von San Lorenzo in Genua.
Er zog nach Rom an den Hof von Kardinal Scipione Caffarelli Borghese. Am 10. Dezember 1608 wurde er zum Bischof von Aléria auf Korsika ernannt. Die Bischofsweihe spendete ihm am 28. desselben Monats Kardinal Michelangelo Tonti; Mitkonsekratoren waren Metello Bichi, ehemaliger Bischof von Sovana, und Valeriano Muti, Bischof von Città di Castello. Domenico Rivarola blieb jedoch in Rom, wo ihm Kardinal Caffarelli eine Befreiung von der Residenzpflicht für das Amt eines Uditore gewährte. Am 30. März 1609 erhielt er, nachdem er auf den Sitz von Aleria verzichtet hatte, den Titularsitz von Nazareth.
Er wurde zum außerordentlichen Legaten bei Heinrich IV. von Frankreich ernannt und mit der Aufgabe betraut, den König aufzufordern, von seinen Plänen zur Invasion Italiens Abstand zu nehmen. Der König starb jedoch vor der Ankunft von Rivarola, der dem Apostolischen Nuntius in Frankreich für eine gewisse Zeit zur Seite stand und dann nach Italien zurückkehrte. Hier wurde er mit der Aufgabe betraut, einen Streit zwischen der Stadt Rieti und dem Schloss Cantalice zu schlichten.
Im Konsistorium vom 17. August 1611 kreierte ihn Papst Paul V. zum Kardinal. Am 12. September desselben Jahres wurde ihm mit dem Rang eines Kardinalpriesters die Titelkirche Santi Silvestro e Martino ai Monti verliehen. 1612 erhielt er eine Legation in der Romagna, wo er gegen Banditen und Räuber kämpfte. Da er jedoch keine bedeutenden Ergebnisse erzielte, stellte ihm der Pontifex in den Jahren 1617–1619 den seinerzeitigen Bischof von Forlì, Cesare Bartolelli, als Apostolischen Delegaten zur Seite.
Kardinal Rivarola nahm an den Konklaven von 1621 und 1623 teil, bei denen Gregor XV. und Urban VIII. gewählt wurden.
Domenico Rivarola starb in Rom und wurde zunächst in der Kirche Santa Maria della Scala beigesetzt und später nach Santa Maria della Vittoria überführt.